# Piaski (gmina Zduńska Wola)
Piaski – wieś w Polsce, położona w województwie łódzkim, w powiecie zduńskowolskim, w gminie Zduńska Wola.
W latach 1975–1998 miejscowość należała administracyjnie do województwa sieradzkiego.
W miejscowości istnieje Kaplica pw. św. Rocha.